# Mac286
Mac286 је биo MS-DOS копроцесорска картица за проширење заснована на Intel-y 80286 за један од првих проширивих Macintosh рачунара компаније Apple Computer, Macintosh II из 1987. године. Развио га је Phoenix Technologies по уговору са Apple Computer-ом, а продао га је AST Research-у y покушају да смањи разлику између рачунарског света Macintosh-a и IBM PC-a. АSТ је такође представио повезану Mac86 картицу за Macintosh SE.
1989. године AST је напустио Apple тржиште и продао права и технологије за Mac286 и Mac86 картице Orange Micro-у. Orange Micro ће касније направити успешну линију копроцесорских картица заснованих на породици процесора 80x86, пре него што ће напустити тржиште копроцесора и концентрисати се на USB и FireWire производе.
Orange Micro је 1992. године укинуо плочу Mac286. Подршка за картицу је прекинута нешто касније.

## Mac86
Mac86 је дизајниран за Macintosh SE PDS слот и интегрисао је 10 MHz Intel 8086 CPU. Mac86 није садржао сопствену RAM меморију, већ је делио до 640 KB RAM-а домаћина Macintosh-a. Интегрисан је контролер дискетне јединице, укључујући спољни носач за повезивање Apple PC 5.25 дискa.

## Mac286 хардвер
Постоје три различите верзије Mac286 хардвера:
- Оригинална AST верзија састоји се од пара NuBus картица пуне дужине, спојених са два трачна кабла. Прва плоча се састоји од CPU картице, док друга плоча делује као контролер диска и меморијска картица.
- Рана Orange Micro верзија слична је AST верзији. Прерађен је у неким областима и садржи додатне склопове, што омогућава надоградњу меморије.
- Каснија Orange Micro верзија састоји се од једне плоче са већим степеном VLSI чипова.

Изгледа да је AST верзија од три верзије најчешћа.

### Детаљи
- Процесор Intel 80286, ради на 8 MHz, 12MHz или 16 MHz, у зависности од верзије. (А 10 MHz верзија такође може постојати. )
- Утичница за опциони математички копроцесор Intel 80287
- Phoenix Technologies 286 BIOS v3.00 (Ово је АТ BIOS.)
- 1 MB непаритетне RAM меморије, организовано као 4 256К SIMM-а (640К видљиво MS-DOS-у)
- Флопи контролер заснован на NEC-y 765 (НАПОМЕНА: За разлику од већине плоча PC флопи контролера, коло у Mac286 омогућава рад са једном густином. Ово је првенствено од интереса за оне који желе да читају старије CP/М дискете са одговарајућим софтвером.)
- 37-пински порт за опционалну екстерну дискету (Apple PC 5.25 диск или еквивалент)

Mac286 софтвер омогућава емулацију следећег додатног хардвера:
- CGA или Hercules графичка картица (преклопна)
- 1,44 MB дискетни погон као погон А: (ако је SuperDrive инсталиран у Macintosh-у)
- Чврсти диск од 20 MB, ускладиштен као датотека на главном Mac рачунару.
- Приступ систему датотека Mac-а преко емулираног погона D:
- 0, 1 или 2 COM порта (Они се пресликавају на Mac-ове портове за модем и штампач.)
- Порт за штампач, опонашајући Epson MX80 или Apple LaserWriter. (Ово последње је доступно само ако је прави LaserWriter повезан на систем. )